# Coupe Spengler 1934
Navigation
Édition précédente Édition suivante
La Coupe Spengler 1934 est la 12e édition de la Coupe Spengler. Elle se déroule en décembre 1934 à Davos, en Suisse.

## Règlement du tournoi
Les six équipes sont réparties en deux groupes de trois équipes chacune. Le groupe A est composé du HC Diavoli Rossoneri Milan, du Hockey Club Davos et de l'Université de Cambridge. Le groupe B est composé de l'Université d'Oxford, du Munich EV et du GC Zurich
Les équipes jouent un match contre chacune des autres équipe de son groupe. La deuxième équipe du groupe A rencontre la deuxième équipe du groupe B pour la 3e place. Les premiers de chaque groupe se rencontrent afin de déterminer le vainqueur de la Coupe Spengler.

## Résultats

### Phase de groupes

#### Groupe A
| Clt   | Équipe                     | PJ | V | D | N | BP | BC | Pts |
| ----- | -------------------------- | -- | - | - | - | -- | -- | --- |
| +001, | HC Diavoli Rossoneri Milan | 2  | 1 | 0 | 1 | 13 | 2  | 3   |
| +002, | HC Davos                   | 2  | 1 | 0 | 1 | 11 | 2  | 3   |
| +003, | Université de Cambridge    | 2  | 0 | 2 | 0 | 2  | 22 | 0   |

- Qualifié directement pour la finale

| décembre | HC Davos | 10-1 | Université de Cambridge |  |

| décembre | HC Diavoli Rossoneri Milan | 12-1 | Université de Cambridge |  |

| décembre | HC Davos | 1-1 | HC Diavoli Rossoneri Milan |  |

#### Groupe B
| Clt   | Équipe              | PJ | V | VP | D | N | BP | BC | Pts |
| ----- | ------------------- | -- | - | -- | - | - | -- | -- | --- |
| +001, | Université d'Oxford | 2  | 2 | 0  | 0 | 0 | 7  | 1  | 4   |
| +002, | GC Zurich           | 2  | 1 | 0  | 1 | 0 | 5  | 3  | 2   |
| +003, | Munich EV           | 2  | 0 | 0  | 2 | 0 | 0  | 8  | 0   |

- Qualifié directement pour la finale

| décembre | Université d'Oxford | 3-1 | GC Zurich |  |

| décembre | Université d'Oxford | 4-0 | Munich EV |  |

| décembre | Munich EV | 0-4 | GC Zurich |  |

### Phase finale

#### Match pour la3eplace
| 31 décembre | HC Davos | 1-3 | GC Zurich | Eisstadion Davos |

#### Finale
| 31 décembre | Université d'Oxford | 0-2 | HC Diavoli Rossoneri Milan | Eisstadion Davos |